# Afroedura rupestris
Afroedura rupestris — вид геконоподібних ящірок родини геконових (Gekkonidae). Ендемік Південно-Африканської Республіки. Описаний у 2014 році.

## Поширення і екологія
Afroedura rupestris мешкають на східних схилах Великого Уступа на півдні Лімпопо і півночі Мпумаланги, від перевала Абеля Ерасмуса на південь до каньона річки Блайд, що в провінції Мпумаланга. Вони живуть в тріщинах серед пісковикових скель.